# Porphyromma viridifolia
Porphyromma viridifolia är en insektsart som beskrevs av Brunner von Wattenwyl 1895. Porphyromma viridifolia ingår i släktet Porphyromma och familjen vårtbitare. Inga underarter finns listade i Catalogue of Life.

## Bildgalleri

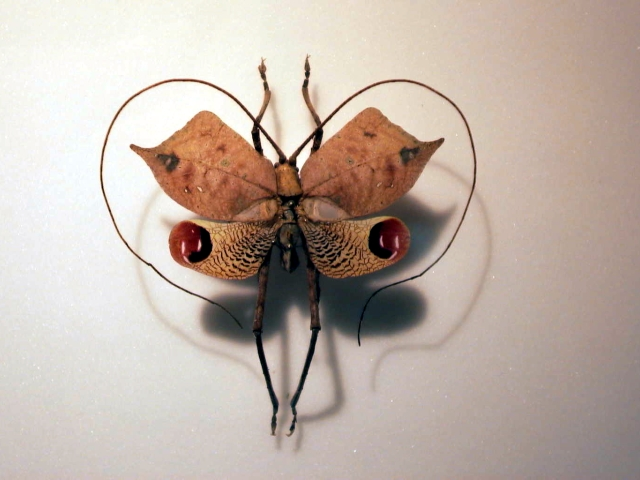